# Kashasha (Tansania)
Kashasha ist ein Bezirk (Ward) des Distriktes Muleba in der tansanischen Region Kagera.

## Geografie

### Lage
Kashasha liegt im Nordwesten von Tansania auf dem Hochland von Muleba, etwa 20 Kilometer von der Distrikthauptstadt Muleba und 85 Kilometer von der Regionshauptstadt Kagera entfernt. Die Fläche des Bezirks beträgt 27,97 Quadratkilometer, bei der Volkszählung 2022 wohnten 10.351 Menschen in 2336 Haushalten.

### Klima
Der Bezirk hat äquatoriales Klima mit jährlichen Niederschlägen von 1500 bis 2000 Millimetern und einer Jahresdurchschnitts-Temperatur von 21 bis 23 Grad Celsius.

## Gliederung
Der Bezirk besteht aus drei Gemeinden (Mtaa) mit 14 Orten (Kitongoji):
| Rubya - Rubya - Kashenshero - Kitarabwa - Omukitenge | Rwagati - Kifo - Kiiga - Buhanama | Ihangiro - Bukijungu - Nyaruhanga - Bukambiro - Nyakashunshu - Rwabona - Kigabiro - Kanyambogo |

## Infrastruktur
- Bildung: Die Humura-Schule ist eine weiterführende Privatschule, die Ausbildung bis zur 6. Stufe anbietet.[7] Die weiterführende Schule in Rulongo ist eine öffentliche Schule, die ebenfalls bis zur 6. Stufe ausbildet.[8] In Rubya befindet sich ein Priesterseminar der römisch-katholischen Kirche.[3] Ebenfalls von der katholischen Kirche wird das 1963 gegründete Rubya Health Training Institute geführt, das medizinisches Fachpersonal ausbildet.[9]
- Gesundheit:  Das Krankenhaus in Rubya wird von der katholischen Kirche geführt. Es bietet Behandlungen für Malaria, Tuberkulose, HIV an und beinhaltet Abteilungen für Augenheilkunde und Geburtshilfe.[10] De Apotheke in Kashasha bietet unter anderem Malaria-Diagnose und -Erstbehandlung, HIV-Pflege und -Behandlung und Mutter-Kind-Pflege an.[11]
- Landebahn: An der Westgrenze des Bezirks Richtung Kishanda liegt mit dem Rubya-Airstrip eine 1200 Meter lange Landebahn.[12]